# Umbryna piaskowa
Umbryna piaskowa (Umbrina coroides) – gatunek ryby z rodziny kulbinowatych.
Występowanie:
Zachodni Ocean Atlantycki – od wybrzeży USA wzdłuż wybrzeży Ameryki Środkowej po wybrzeża Brazylii.